# Vladimir Viktorovič Aksënov
Vladimir Viktorovič Aksënov (in russo: Влади́мир Ви́кторович Аксёнов) (Giblitsy, 1º febbraio 1935 – Mosca, 9 aprile 2024) è stato un cosmonauta sovietico.

## Biografia
Volò come ingegnere di volo su Soyuz 22 e Soyuz T-2. Fu in seguito direttore di un istituto per la ricerca di risorse minerarie.
Morì a Mosca il 9 aprile 2024 all'età di 89 anni.